# 蕭勤
蕭勤（1935年1月30日—2023年6月30日），字友蘭。生於上海，台灣當代藝術家，現代藝術組織東方畫會創始會員之一。

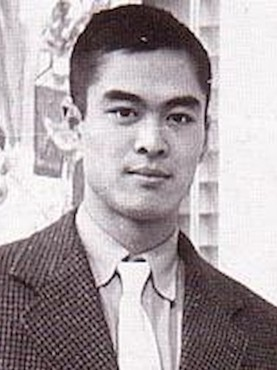
蕭勤赴歐洲早年展出時

1949年隨家人移居台灣，1952年跟隨李仲生學畫，並成為「東方畫會」主要成員。1955年遠赴西班牙升學，其後放棄學位轉赴藝術較為蓬勃的巴塞隆拿發展，多年後於義大利藝術成就得到肯定，作品展覽在多個國際展覽中備受注目，出國後23年，於1996年回到臺灣，受聘於國立台南藝術大學造形藝術研究所專任教職，2005年自國立台南藝術大學退休後定居台灣高雄。

## 生平
蕭勤原籍廣東省香山縣（今為中山市）為廣東世家家族，祖父蕭煜增（1851-1919，字焱翹）為清末秀才，父親蕭友梅（1884-1940，字思鶴，又字雪明）創辦中國第一所高等音樂學府——上海音樂學院。
1940年蕭友梅於蕭勤六歲時離世，母親周淑安也於1945年病逝，從此蕭勤與妹妹蕭雪真便分別寄養在親戚家中，1949年蕭勤隨姑父王世杰 （1989-1981，字雪艇）赴台，入讀台中二中後轉往臺北成功中學，蕭勤從小就喜歡畫畫和音樂，但由於父親早已離世，沒辦法跟隨父親學音樂，所以後來走向繪畫創作。中學畢業後進入建國中學夜間部（高中課程），同時蕭勤聽聞省立臺北師範學校（今國立臺北教育大學）開設藝術師範科，於是儘管姑媽強烈反對轉校，蕭勤仍然堅持報讀。
入讀不久，蕭勤發現藝術師範科比較著重教育，未能滿足他對藝術的追求。於是開始在學校和藝術圈內尋找志同道合的朋友一起創辦多個美術團體，並於1952年跟隨李仲生學習繪畫。李仲生的教學非以傳統式的學院教學法，而是提倡啟發式；以眼、心、腦、手並用的現代教學法，給予基礎訓練與依據各人的特性建立不同的藝術基礎，這一點令蕭勤得到很大啟發。
1955年蕭勤和夏陽、吳昊、李元佳、陳道明、蕭明賢、歐陽文苑及霍剛等人，創辦臺灣第一個抽象繪畫團體「東方畫會」，後來這八位成員被夏陽的叔叔何凡先生，在聯合報的專欄文章「玻璃墊上」稱之為八大響馬。東方畫會在1957年11月9日舉辦第一屆「東方畫展——中國西班牙現代或家聯合展」，在當時的社會環境下，舉辦展覽可能是極大風險的活動，但因為當時西班牙政府跟臺灣關係良好，畫家正好可以避免政治環境的杯弓蛇影。在畫展中除了展出「東方畫會」成員的作品之外，蕭勤努力交涉下引進許多件西班牙前衛藝術家的作品，也把台灣藝術家作品寄到西班牙展出，這是台灣與西班牙藝術家藝術交流的首例。東方畫展在西班牙大獲好評，受到當地報章大肆報導，寫下東方畫會光輝的一頁。
同時蕭勤獲得當時西班牙政府舉辦的「西班牙語文講集會」獎學金，入讀馬德里的皇家美術學院，但他覺得該校研究當代現代藝術的宗旨與他大相逕庭，因此決定放棄獎學金轉往藝術交蓬勃的巴塞隆拿發展。
蕭勤在出國之前曾經學習了六個月的西班牙文，但面對全外語的環境，仍面一番苦練。放棄獎學金後他開始以《聯合報》的駐派通訊員身分，撰寫與藝術相關的報導，如「歐洲通訊」和「西班牙航訊」，此工作除了讓他得到生活費可維持開支外，更重要的是當時在歐洲的臺灣藝術家非常少，而能通當地語言並活躍於各大藝術文化中心交流的唯獨蕭勤，當時他的文章為臺灣帶來最重要的歐洲藝文訊息，更影響到後來多位藝術家決心到當地發展的動力。
西班牙是蕭勤進出國際的起點，而義大利更是他重要的人生轉淚點。蕭勤於1958年夏天第一次前往義大利參觀威尼斯雙年展，威尼斯雙年展是國際藝壇的重要盛事，展覽中可鑒賞各國代表的現代藝術作品，這對蕭勤無疑更是一個重要的學習機會。1959年蕭勤獲邀在義大利數字畫廊舉辦第一次個展，在機緣下認識了他的藝術推手馬爾各尼(Giorgio Marconi)，直至今天馬爾各尼仍是蕭勤的唯一代理人。
1961年蕭勤與義大利畫家卡爾代拉拉發起「龐圖國際藝術運動」。同時在米蘭舉辦個展。隨後蕭勤的畫作展覽遍及國際，包括義大利、西班牙、巴黎、倫敦、米蘭、美國等。
1971年蕭勤返回到米蘭任教於米蘭歐洲設計學院的視覺交流課程，同時期蕭勤經由義大利友人介紹結識了美國路易斯安納州立大學的美術系主任，並獲邀隔年擔任客座教授一學期，從此蕭勤在美國及歐洲開始執起教鞭，教授藝術相關課程。
1996年蕭勤應國立台南藝術學院專任教授之聘，以培養高等專業藝術人才為目標蕭勤正式回到臺灣，希望能改善教育環境，彌補青年時期在臺灣學習藝術的遺憾。如同李仲生老師反對因襲守舊的學院教學模式強調技術表現，蕭勤運用李仲生老師傳承的個別指導法，也鼓勵學生創作新風格。
2014年5月成立蕭勤國際文化藝術基金會，至2021年仍有在兩岸三地與各藝術單位合作舉辦畫展。
2023年6月初，蕭勤因舊疾以致健康狀況不佳而住院治療，至同月30日逝世，享壽88歲。蕭勤生前遺願不發訃文、不辦公祭、不設靈堂、懇辭各界花禮與致意禮。

## 藝術風格
蕭氏繪畫風格的誕生，反映出蕭勤那時期的精神狀態與壓力，雖然作品呈現以點與幾何圖形的組合，但此系列造型絕無正確的數學比例計算，而是源自道家思想與理論的直覺，彰顯出中西元素非理性極簡美感，以及對自然本質的體認，表現象徵天、地、人抽象之組合。
蕭勤延續着對外星文化的關注，以1967年創作《飛碟》成為最具代表性的作品，畫中的原點代表着飛碟的能量的核心。
蕭勤於定居米蘭其畫風逐漸有「蕭式」極限主義走向「禪」系列。1999年蕭勤的「莎芒妲之昇華」表現出蕭勤對女兒去世時的哀苦感受，隨着對女兒紀念的一系列作品之後，蕭勤發展了出「度大限」及「大限外」系列，意指渡過生死的大限，亦是從出生、死亡再度永生的一個過程。畫中的層次代表着生命中起伏的周期，線條影射着大自然的宇宙充沛的能量。
蕭勤一生命運多舛，對他來說藝術創作並非目的，而是探索生命的過程與手段。他曾述說自己對創作的想法，強調作畫的「觀念性」，即是他創作時的「心理趨向」。

## 藝術運動
「龐圖國際藝術運動」1961年 蕭勤、李元佳、義大利藝術家卡爾代拉拉（Antonio Calderara）、日本雕塑家吾妻兼治郎發起。
「國際太陽（Surya）藝術運動」1977年 在米蘭由蕭勤與藝評家簡底里（Enzo Biff Gentili）、阿爾布濟（E. Albuzzi）、藝術家洛布司提（Gianni Robusti）、德國抽象畫家蓋格爾（Rupprecht Geiger）、英國藝術家提爾遜（Joe Tilson）、奧地利畫家通爾柯斯特（Jorrit Tornquist）及龐圖藝術運動的吾妻兼治郎一同創立。
「國際炁（Shakti）藝術運動」1989年 與丹麥藝術家Claus Bojesen、義大利藝術家Gianni Robusti等11人共同創立，首展於丹麥的哥本哈根舉行

## 推動發展
1978年蕭勤應邀參加「國家建設研究會」提出多項倡議，提出〈對我國現代藝術的發展及對中西現代藝術交流的建議書〉。並建議籌辦「中西現代藝術交流委員會」提出三項建議：專業人員的任用、經費審核、舉辦或參加中外國際藝術展覽。「具體介紹國外有價值的現代藝術以促進及提高我國現代藝術的水準，並且有計畫地向國際藝壇推介我國優秀的現代藝術家。」藉此推動台灣的現代藝術發展。另外為台灣的藝術環境發出建言，其中「如何可以發展我國現代藝術及培養我國優秀的現代藝術家」有5點建議：
- 選擇世界最好最新的藝術刊物，購買現代藝術書籍，分送各公私立圖書館及藝術學校
- 在學校中加強對現代藝術的介紹與教育，並邀請我旅外有成就之藝術家們，參加國建會、作客座教學、演講與舉行討論會等等
- 加強各縣市文化中心之現代藝術（畫廊、展覽等）活動，由專人負責（需對現代藝術了解者），編定預算，編印目錄及有關雜誌，並舉行討論會
- 選派優秀記者參加及報導重要的國際性現代藝術運動
- 建立臺北市立現代美術館，應設立繪畫、雕刻、版畫、攝影、電影、建築、及工業設計等部門，各部門需有專才領導管理，推動事務

## 荣誉

### 中华民国勋章奖章
- 二等景星勋章（2016年5月4日于台北总统府颁授[5]）

### 外国勋章奖章
- 意大利仁惠之星骑士勋章（意大利语：Ordine della Stella della Solidarietà Italiana）（意大利，2005年1月7日公布[6]）

### 奖项
2002年 中華民國第六屆國家文藝獎

## 家庭
1962年蕭勤與女畫家畢卓結婚，1967年誕下女兒莎芒坦(Samantha)，1969年與畢卓分居。1990年女兒離世。1996年與女高音家莫尼卡結婚。

## 評價
「蕭勤的創作能源表達出人生及生命無止境的永恆性，每人都在生命的經歷中看到過無數大限，永遠昇華生命的喜怒哀樂隱蔽了藝術的真正容顏。蕭勤的繪畫世界實非我們所認為的世俗世界，而是浮現在我們意識心理上的恆古象徵。」 顧世勇：從中國的象徵思考看燒強的抽象世界
蕭勤後期的作品縱筆恣意，亳飛墨噴，仿佛是參悟了性情。我隨筆性，筆性隨我，元元妙妙，純是化機了，暢神之極。林年同：新禪畫的美感意識

## 外部連結
- 蕭勤國際文化藝術基金會